# Premierzy Federacji Rodezji i Niasy
Poniższa lista przedstawia premierów Federacji Rodezji i Niasy, utworzonej w sierpniu 1953 z kolonii Rodezji Południowej, Rodezji Północnej i Nyasalandu. Federację rozwiązano 31 grudnia 1963.

## Lista premierów
- sir Godfrey Huggins (18 grudnia 1953 - 2 listopada 1956)
- sir Roy Welensky (2 listopada 1956 - 31 grudnia 1963)